# Кастельфуліт-дал-Бош
Кастельфулі́т-дал-Бош (кат. Castellfollit del Boix) - муніципалітет, розташований в Автономній області Каталонія, в Іспанії. Код муніципалітету за номенклатурою Інституту статистики Каталонії - 80594. Знаходиться у районі (кумарці) Бажас (коди району - 07 та BG) провінції Барселона, згідно з новою адміністративною реформою перебуватиме у складі Баґарії (округи) Центральна Каталонія. 

## Населення
Населення міста (у 2007 р.) становить 418 осіб (з них менше 14 років - 16,3%, від 15 до 64 - 62,7%, понад 65 років - 21,1%). У 2006 р. народжуваність склала 3 особи, смертність - 2 особи, зареєстровано 1 шлюб. У 2001 р. активне населення становило 162 особи, з них безробітних - 8 осіб.

Серед осіб, які проживали на території міста у 2001 р., 348 народилися в Каталонії (з них 217 осіб у тому самому районі, або кумарці), 27 осіб приїхало з інших областей Іспанії, а 8 осіб приїхало з-за кордону. 

Університетську освіту має 12,4% усього населення. 

У 2001 р. нараховувалося 132 домогосподарства (з них 25,8% складалися з однієї особи, 21,2% з двох осіб,18,2% з 3 осіб, 18,2% з 4 осіб, 8,3% з 5 осіб, 6,8% з 6 осіб, 0,8% з 7 осіб, 0% з 8 осіб і 0,8% з 9 і більше осіб).

Активне населення міста у 2001 р. працювало у таких сферах діяльності : у сільському господарстві - 16,2%, у промисловості - 16,9%, на будівництві - 7,8% і у сфері обслуговування - 59,1%. 

 У муніципалітеті або у власному районі (кумарці) працює 54 особи, поза районом - 110 осіб.

### Безробіття
У 2007 р. нараховувалося 9 безробітних (у 2006 р. - 7 безробітних), з них чоловіки становили 44,4%, а жінки - 55,6%.

## Економіка

### Підприємства міста

#### Промислові підприємства
| \| Промислові підприємства міста, за сферою діяльності \| Промислові підприємства міста, за сферою діяльності \| Промислові підприємства міста, за сферою діяльності \| \| Рік \| 2002 р. \| 2001 р. \| \| --------------------------------------------------- \| --------------------------------------------------- \| --------------------------------------------------- \| \| Енергетичні та водні ресурси \| 33,3% \| 40% \| \| Хімія та метали \| 0% \| 0% \| \| Переробка металів \| 0% \| 0% \| \| Продукти харчування \| 16,7% \| 20% \| \| Текстиль \| 50% \| 40% \| \| Виробництво меблів, видання \| 0% \| 0% \| \| Інше \| 0% \| 0% \| \| Усього підприємств \| 6 \| 5 \| |         |         |
| Промислові підприємства міста, за сферою діяльності |         |         |
| Рік | 2002 р. | 2001 р. |
| Енергетичні та водні ресурси | 33,3%   | 40%     |
| Хімія та метали | 0%      | 0%      |
| Переробка металів | 0%      | 0%      |
| Продукти харчування | 16,7%   | 20%     |
| Текстиль | 50%     | 40%     |
| Виробництво меблів, видання | 0%      | 0%      |
| Інше | 0%      | 0%      |
| Усього підприємств | 6       | 5       |

#### Роздрібна торгівля
| \| Підприємства роздрібної торгівлі міста, за сферою діяльності \| Підприємства роздрібної торгівлі міста, за сферою діяльності \| Підприємства роздрібної торгівлі міста, за сферою діяльності \| \| Рік \| 2002 р. \| 2001 р. \| \| ------------------------------------------------------------ \| ------------------------------------------------------------ \| ------------------------------------------------------------ \| \| Продукти харчування \| 100% \| *% \| \| Одяг та взуття \| 0% \| *% \| \| Товари для дому \| 0% \| *% \| \| Книги та періодичні видання \| 0% \| *% \| \| Промислова хімічна продукція \| 0% \| *% \| \| Продукція, пов'язана з транспортними засобами \| 0% \| *% \| \| Інше \| 0% \| *% \| \| Усього підприємств \| 1 \| 0 \| |         |         |
| Підприємства роздрібної торгівлі міста, за сферою діяльності |         |         |
| Рік | 2002 р. | 2001 р. |
| Продукти харчування | 100%    | *%      |
| Одяг та взуття | 0%      | *%      |
| Товари для дому | 0%      | *%      |
| Книги та періодичні видання | 0%      | *%      |
| Промислова хімічна продукція | 0%      | *%      |
| Продукція, пов'язана з транспортними засобами | 0%      | *%      |
| Інше | 0%      | *%      |
| Усього підприємств | 1       | 0       |

#### Сфера послуг
| \| Підприємства міста, що працюють у сфері послуг, за діяльністю \| Підприємства міста, що працюють у сфері послуг, за діяльністю \| Підприємства міста, що працюють у сфері послуг, за діяльністю \| \| Рік \| 2002 р. \| 2001 р. \| \| ------------------------------------------------------------- \| ------------------------------------------------------------- \| ------------------------------------------------------------- \| \| Гуртова торгівля \| 15,4% \| 25% \| \| Готелі та готельний бізнес \| 23,1% \| 33,3% \| \| Транспорт та зв'язок \| 23,1% \| 16,7% \| \| Посередницькі фінансові послуги \| 0% \| 0% \| \| Послуги підприємствам \| 7,7% \| 8,3% \| \| Послуги фізичним особам \| 15,4% \| 8,3% \| \| Нерухомість та ін. \| 15,4% \| 8,3% \| \| Усього підприємств \| 13 \| 12 \| |         |         |
| Підприємства міста, що працюють у сфері послуг, за діяльністю |         |         |
| Рік | 2002 р. | 2001 р. |
| Гуртова торгівля | 15,4%   | 25%     |
| Готелі та готельний бізнес | 23,1%   | 33,3%   |
| Транспорт та зв'язок | 23,1%   | 16,7%   |
| Посередницькі фінансові послуги | 0%      | 0%      |
| Послуги підприємствам | 7,7%    | 8,3%    |
| Послуги фізичним особам | 15,4%   | 8,3%    |
| Нерухомість та ін. | 15,4%   | 8,3%    |
| Усього підприємств | 13      | 12      |

## Житловий фонд
У 2001 р. 2,3% усіх родин (домогосподарств) мали житло метражем до 59 м2, 5,3% - від 60 до 89 м2, 25% - від 90 до 119 м2 і
67,4% - понад 120 м2.

З усіх будівель у 2001 р. 9,5% було одноповерховими, 76,2% - двоповерховими, 14,3
% - триповерховими, 0% - чотириповерховими, 0% - п'ятиповерховими, 0% - шестиповерховими,
0% - семиповерховими, 0% - з вісьмома та більше поверхами.

## Автопарк
| \| Автомобілі, зареєстровані у місті, за призначенням \| Автомобілі, зареєстровані у місті, за призначенням \| Автомобілі, зареєстровані у місті, за призначенням \| \| Рік \| 2006 р. \| 2005 р. \| \| -------------------------------------------------- \| -------------------------------------------------- \| -------------------------------------------------- \| \| Приватні автомобілі \| 44,2% \| 44,5% \| \| Мотоцикли \| 11% \| 9,8% \| \| Вантажівки \| 37,4% \| 38,9% \| \| Трактори \| 0,9% \| 0,7% \| \| Автобуси та ін. \| 6,5% \| 6,1% \| \| Усього автомобілів \| 462 шт. \| 458 шт. \| |         |         |
| Автомобілі, зареєстровані у місті, за призначенням |         |         |
| Рік | 2006 р. | 2005 р. |
| Приватні автомобілі | 44,2%   | 44,5%   |
| Мотоцикли | 11%     | 9,8%    |
| Вантажівки | 37,4%   | 38,9%   |
| Трактори | 0,9%    | 0,7%    |
| Автобуси та ін. | 6,5%    | 6,1%    |
| Усього автомобілів | 462 шт. | 458 шт. |

## Вживання каталанської мови
У 2001 р. каталанську мову у місті розуміли 99,7% усього населення (у 1996 р. - 99,4%), вміли говорити нею 95,5% (у 1996 р. - 
98,2%), вміли читати 93,1% (у 1996 р. - 95,1%), вміли писати 68,4
% (у 1996 р. - 58,7%). Не розуміли каталанської мови 0,3%.

## Політичні уподобання
У виборах до Парламенту Каталонії у 2006 р. взяло участь 191 особа (у 2003 р. - 186 осіб). Голоси за політичні сили розподілилися таким чином:
| \| Вибори до Парламенту Каталонії \| Вибори до Парламенту Каталонії \| Вибори до Парламенту Каталонії \| \| Рік \| 2006 р. \| 2003 р. \| \| -------------------------------------- \| ------------------------------ \| ------------------------------ \| \| Конвергенція та Єднання (CiU) \| 42,4% \| 46,2% \| \| Соціалістична партія Каталонії (PSC) \| 13,6% \| 11,3% \| \| Народна партія (PP) \| 4,2% \| 7% \| \| Ініціатива за зелену Каталонію (IC) \| 12,6% \| 6,5% \| \| Республіканська лівиця Каталонії (ERC) \| 25,1% \| 29% \| \| Громадянська партія (C's) \| 0% \| 0% \| \| Інші \| 2,1% \| 0% \| |         |         |
| Вибори до Парламенту Каталонії |         |         |
| Рік | 2006 р. | 2003 р. |
| Конвергенція та Єднання (CiU) | 42,4%   | 46,2%   |
| Соціалістична партія Каталонії (PSC) | 13,6%   | 11,3%   |
| Народна партія (PP) | 4,2%    | 7%      |
| Ініціатива за зелену Каталонію (IC) | 12,6%   | 6,5%    |
| Республіканська лівиця Каталонії (ERC) | 25,1%   | 29%     |
| Громадянська партія (C's) | 0%      | 0%      |
| Інші | 2,1%    | 0%      |

У муніципальних виборах у 2007 р. взяло участь 119 осіб (у 2003 р. - 239 осіб). Голоси за політичні сили розподілилися таким чином:
| \| Муніципальні вибори \| Муніципальні вибори \| Муніципальні вибори \| \| Рік \| 2007 р. \| 2003 р. \| \| -------------------------------------- \| ------------------- \| ------------------- \| \| Конвергенція та Єднання (CiU) \| 0% \| 35,6% \| \| Соціалістична партія Каталонії (PSC) \| 0% \| 0% \| \| Народна партія (PP) \| 0% \| 0% \| \| Ініціатива за зелену Каталонію (IC) \| 0% \| 0% \| \| Республіканська лівиця Каталонії (ERC) \| 0% \| 0% \| \| Громадянська партія (C's) \| 0% \| 0% \| \| Інші \| 100% \| 64,4% \| |         |         |
| Муніципальні вибори |         |         |
| Рік | 2007 р. | 2003 р. |
| Конвергенція та Єднання (CiU) | 0%      | 35,6%   |
| Соціалістична партія Каталонії (PSC) | 0%      | 0%      |
| Народна партія (PP) | 0%      | 0%      |
| Ініціатива за зелену Каталонію (IC) | 0%      | 0%      |
| Республіканська лівиця Каталонії (ERC) | 0%      | 0%      |
| Громадянська партія (C's) | 0%      | 0%      |
| Інші | 100%    | 64,4%   |